# Chiesa dell'Assunzione di Maria Vergine (Parma)
La chiesa dell'Assunzione di Maria Vergine è un luogo di culto cattolico dalle forme neoclassiche e neoromaniche, situato in strada Valera a Valera, frazione alle porte di Parma, in provincia e diocesi di Parma; è sussidiaria della parrocchiale del Buon Pastore di Parma e fa parte della zona pastorale della città.

## Storia
Il luogo di culto originario fu edificato in epoca altomedievale; la più antica testimonianza della sua esistenza risale al 29 aprile 979, quando l'oratorio di Valleri, dedicato a Maria Vergine e dipendente dal Capitolo della Cattedrale di Parma, fu citato in un atto di enfiteusi.
Nel 1141 la cappella fu menzionata in una bolla del papa Innocenzo II tra i beni appartenenti al Capitolo della Cattedrale di Parma.
In seguito alla costruzione, nel 1210, della chiesa di Santa Croce, consacrata dal vescovo Grazia nel 1222 o nel 1228, l'oratorio di Valera iniziò a dipendere dal suo priorato, come testimoniato dal Capitulum seu Rotulus Decimarum della diocesi di Parma del 1230 e da successivi documenti.
Il 23 dicembre 1619 la chiesa fu elevata a sede parrocchiale autonoma.
Nel 1666, in seguito alla traslazione nel tempio della sacra immagine della Madonna del Pilastro, fu edificata una cappella a essa dedicata, su finanziamento di Ottavio e Innocenza Dall'Asta.
Nella prima metà del XVIII secolo l'edificio, profondamente degradato, fu ampliato e restaurato; durante i lavori, furono costruiti in adiacenza il campanile e la canonica. Inoltre, nel 1705 la chiesa fu elevata a priorato onorifico.
Nel 1952 il tempio fu sottoposto a interventi di ristrutturazione, che comportarono l'aggiunta delle cappelle laterali, il restauro della facciata con l'apertura di una bifora nel mezzo e la sopraelevazione della torre campanaria.
Tra il 2003 e il 2005 la chiesa fu restaurata sia internamente che esternamente; gli interventi riguardarono anche l'adeguamento funzionale della canonica.

## Descrizione

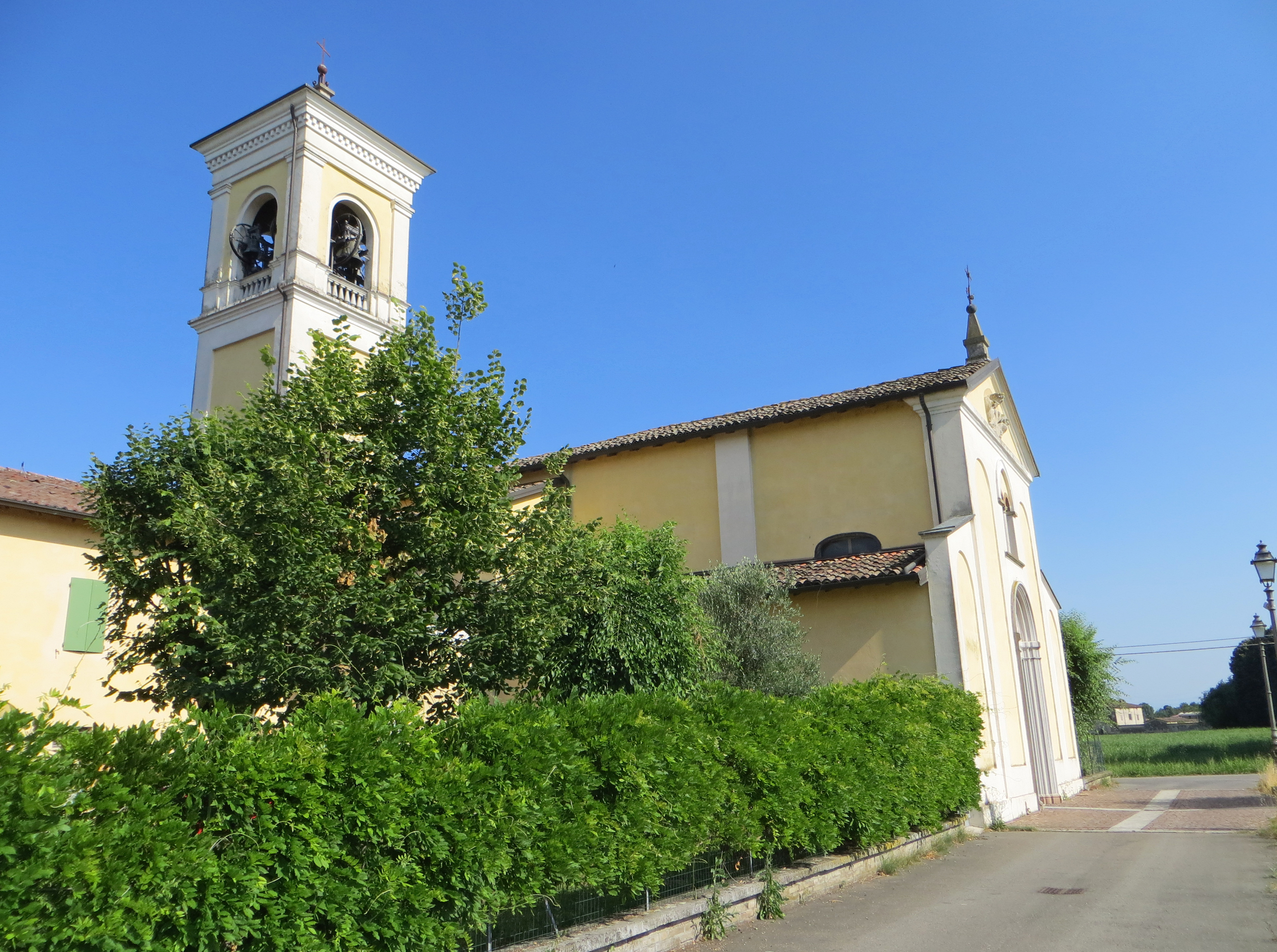
Lato nord

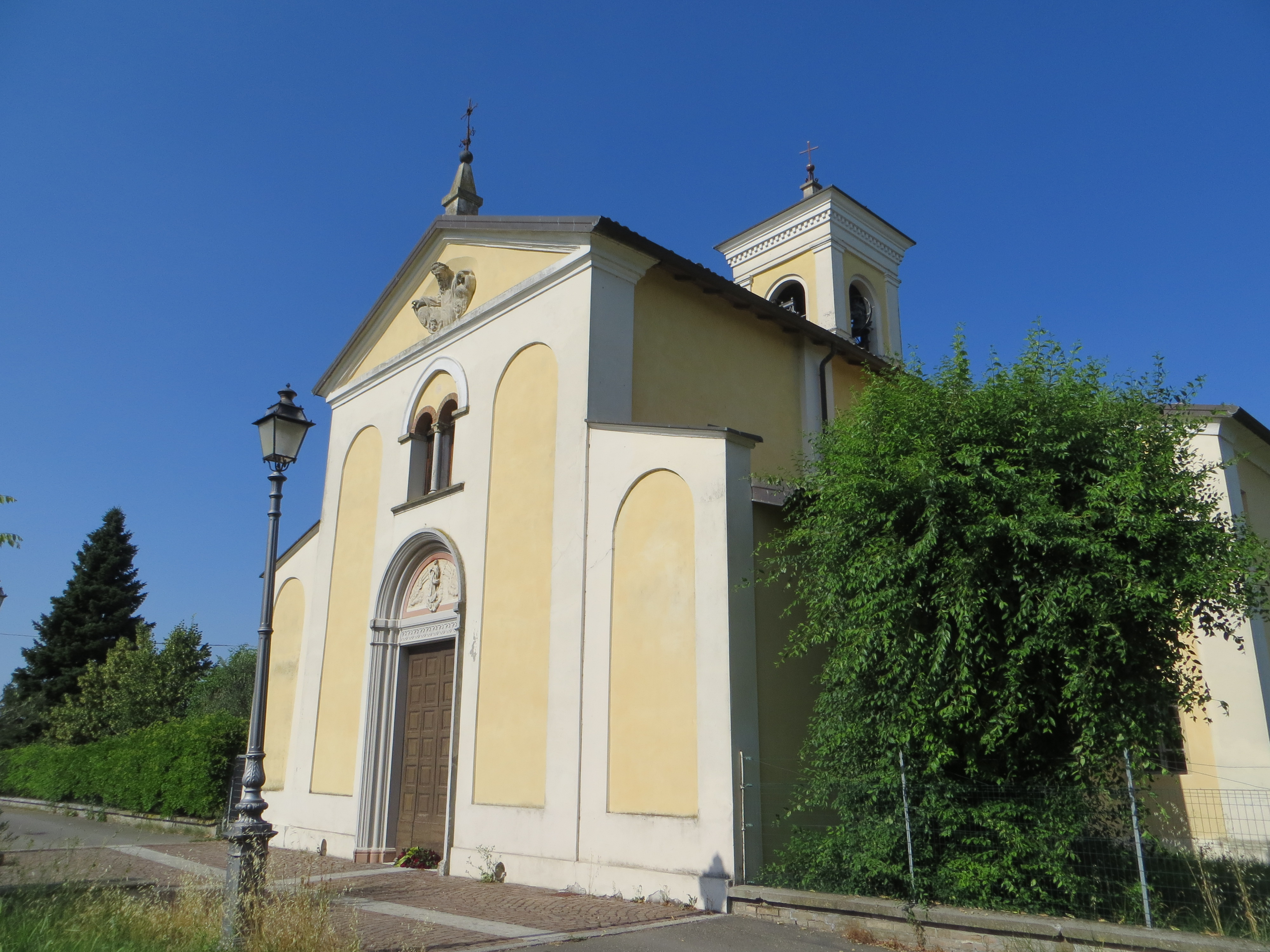
Facciata e lato sud

La chiesa si sviluppa su un impianto a navata unica affiancata da tre cappelle per lato, con ingresso a ovest e presbiterio absidato a est.
La simmetrica facciata a salienti, interamente intonacata, è caratterizzata dalla presenza dell'ampio portale d'ingresso centrale fortemente strombato, coronato da una lunetta ad arco a tutto sesto contenente un altorilievo raffigurante l'Assunzione di Maria Vergine; più in alto è collocata una bifora ad arco ogivale, con aperture ad arco a tutto sesto scandite da una colonnina con capitello in pietra; ai lati si elevano quattro alte specchiature ad arco a tutto sesto, mentre in sommità il corpo centrale è coronato da un ampio frontone triangolare con cornice modanata in aggetto, al cui centro si staglia un grande altorilievo rappresentante il Creatore; nel mezzo si erge infine una guglia sormontata da una croce.
Dai fianchi intonacati e scanditi da lesene aggettano i volumi delle cappelle laterali e della canonica; al termine del prospetto sinistro, si eleva in adiacenza a quest'ultima il campanile a base quadrata, decorato con lesene in corrispondenza degli spigoli; la cella campanaria si affaccia sulle quattro fronti attraverso ampie monofore balaustrate ad arco a tutto sesto, delimitate da lesene doriche a sostegno del cornicione modanato in sommità.
All'interno la navata, coperta da una volta a botte lunettata ornata con affreschi, è affiancata dalle ampie arcate a tutto sesto delle cappelle laterali, scandite da lesene doriche a sostegno del cornicione perimetrale modanato.
Il presbiterio, lievemente sopraelevato, è preceduto dall'arco trionfale e da una balaustra in marmo; l'ambiente, chiuso superiormente da una volta a botte dipinta, accoglie l'altare maggiore a mensa in legno, aggiunto nel 1982; sul fondo al centro dell'abside, coperta dal catino, sopra all'antico altare maggiore risalente agli inizi del XVIII secolo è collocata una nicchia ad arco a tutto sesto.
La chiesa conserva alcune opere di pregio, tra cui un olio ritraente Santa Teresa d'Avila, eseguito da Giovanni Tebaldi nel 1844 su commissione della duchessa Maria Luigia, una tela seicentesca rappresentante l'Assunta coi santi Maria Maddalena, Francesco e Lucia, due dipinti settecenteschi riproducenti l'Incoronazione della Madonna e il Padre Eterno con le rispettive ancone in legno intagliato, un affresco staccato forse cinquecentesco raffigurante la Madonna col Bambino e un altare seicentesco con ancona.